# Padova Millennium Basket
Padova Millennium Basket est une équipe d'handibasket italienne créée en 1999 et localisée à Camposampiero, dans la province de Padoue (Padova en italien), en Vénétie.
L'équipe première n'a jamais remporté le championnat italien, totalisant au mieux une cinquième place en Série A1. Mais elle a remporté une coupe et une supercoupe d'Italie, et deux médailles (un titre et une place de finaliste) dans la troisième compétition européenne.

## Palmarès
International
- Coupe André Vergauwen (EuroCup 2) / Euroligue 1 :
  - 2009 : 8e place[3]
  - 2011 : 7e place[4]
  - 2012 : 5e place[5]
  - 2023 : 4e place
- Coupe Willi Brinkmann (EuroCup 3) / Euroligue 2 :
  - 2008 :  Champion d'Europe
  - 2013 :  Vice-champion d'Europe[6]
  - 2015 : 7e place[7]
  - 2016 : 7e place[8]
  - 2019 : 8e place[9]
- Challenge Cup (EuroCup 4) / Euroligue 3 :
  - 2025 : 4e place

National
- Champion d'Italie Serie A2 : 2000, 2004
- Coupe d'Italie : 2007
- Supercoupe d'Italie : 2007